# 임익현
임익현(林翼玹, 1990년 8월 16일 ~ )은 전 KBO 리그 삼성 라이온즈의 투수이다. 광주동성고등학교를 졸업한 후, 2009년 2차 6순위 지명을 받아 삼성 라이온즈에 입단하였다. 그러나 1군에 오르지 못하고 2010년 시즌 후 방출되었다. 그의 형은 전 한화 이글스의 내야수 임익준이다.

## 출신 학교
- 광주화정초등학교
- 광주충장중학교
- 광주동성고등학교

## 참조
1. ↑  한국야구위원회, 2010 가이드북